# 宮崎南バイパス

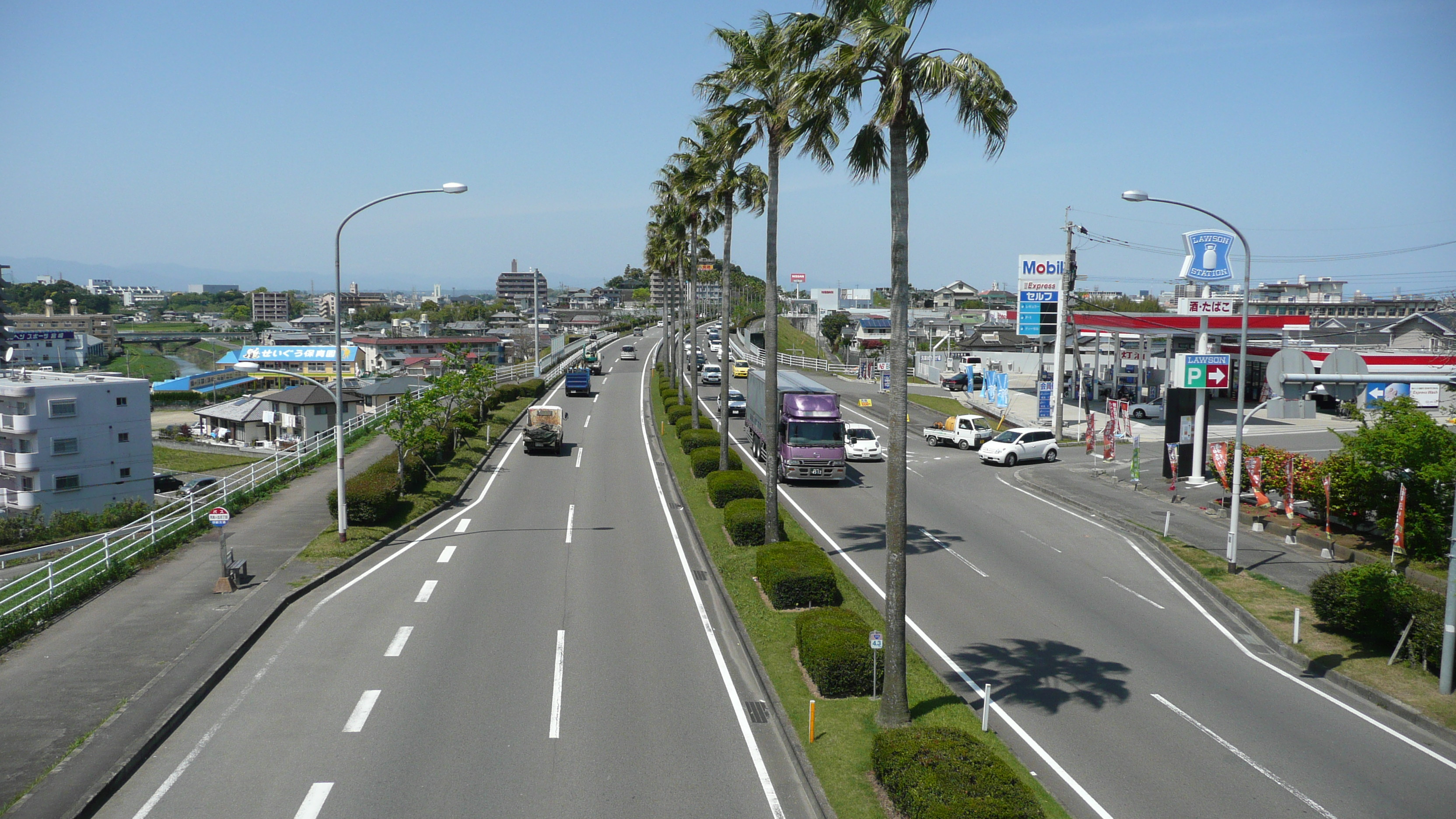
宮崎市月見ヶ丘（宮崎市街地方面）

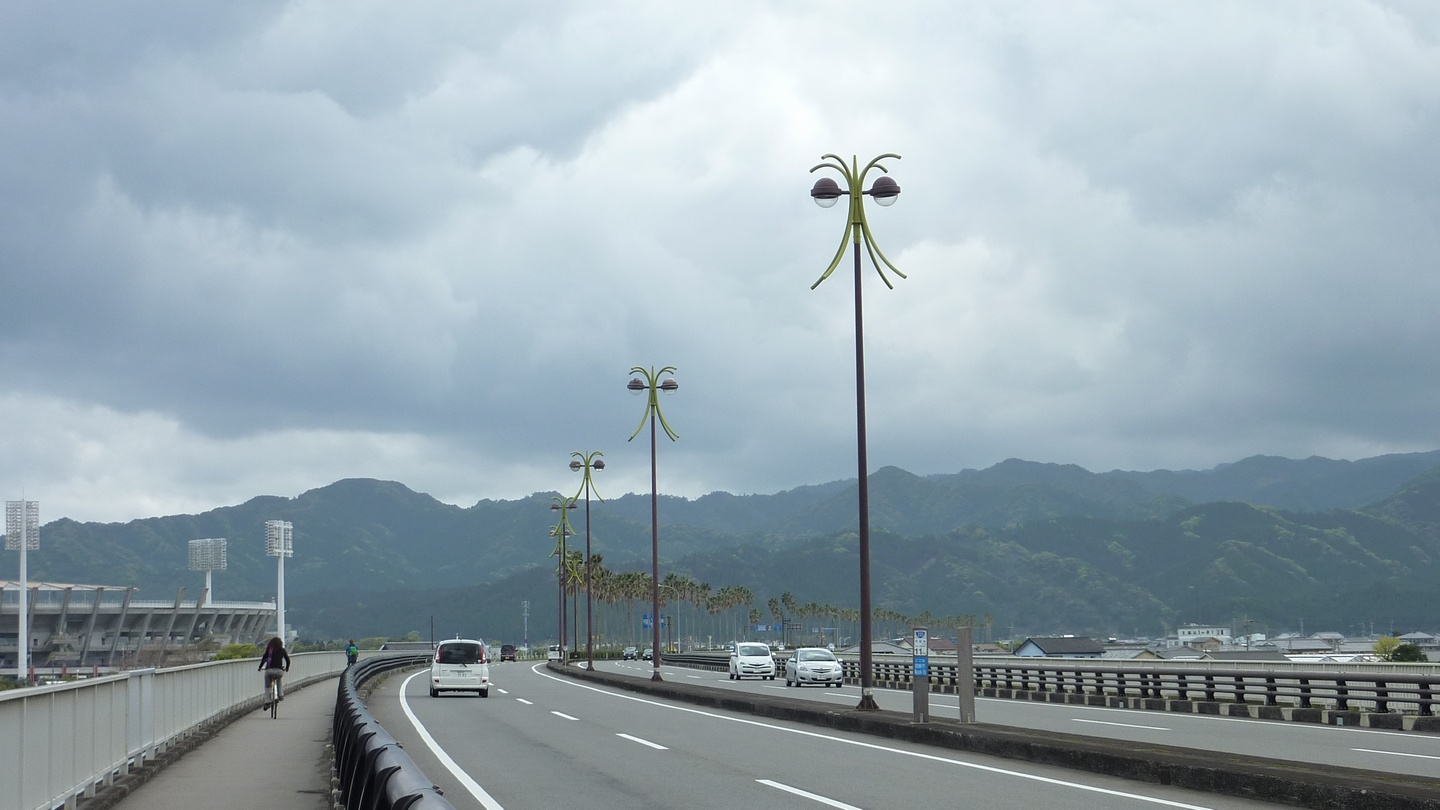
宮崎市熊野（青島方面）

宮崎南バイパス（みやざきみなみバイパス）は、宮崎県宮崎市大淀四丁目から同市大字熊野に至る延長約10 kmの国道220号のバイパスである。日南海岸への観光客、宮崎空港の利用客や沿線の住民などで慢性化していた国道220号（現・宮崎県道367号中村木崎線）の渋滞を緩和すべく計画され、1979年9月12日に暫定4車線で開通した。開通から暫くは、中村交差点から現在の旧道(宮交シティ方面)を進み南駅通りとの交差点を右折するルートであったが、カネボウ大淀工場の閉鎖、施設解体後の1982年3月20日 に現在のルートにて開通した。しかしその後旧道沿線の人口は急増し続け、旧道の渋滞の解消には至っていない。
源藤町の宮崎県道9号宮崎西環状線の交点（予定）から宮崎ICまでは、宮崎環状道路（地域高規格道路）の候補路線に指定されている。

## インターチェンジ・接続路線など
- 中村交差点（宮崎県道9号宮崎西環状線・宮崎県道367号中村木崎線）
- 新横町交差点
- 源藤交差点（宮崎県道27号宮崎北郷線）
- （源藤町（宮崎環状道路（宮崎県道9号宮崎西環状線））：予定）
- 宮崎IC（宮崎自動車道・一ツ葉道路（宮崎東環状道路））
- 希望ヶ丘ランプ（宮崎県道375号学園木花台本郷北方線）
- 本郷ランプ（宮崎県道367号中村木崎線）
- 空港ランプ（宮崎県道52号宮崎空港線）
- 熊野交差点（宮崎県道367号中村木崎線）